# Temple mormon de Monticello
Le temple mormon de Monticello est un temple de l’Église de Jésus-Christ des saints des derniers jours situé à Monticello, dans l’État de l’Utah, aux États-Unis. Il a été inauguré le 26 juillet 1998.